# Ptu1
Ptu1は、N型カルシウムチャネルに可逆的に結合する毒である。クロモンサシガメから単離される。インヒビターシスチンノット構造ファミリー(ICK)に分類され、ジスルフィド結合の核とそこから発生する4つのループを持つ。

## 語源
Ptu1は、クロモンサシガメの学名Peirates turpisから名付けられた。このサシガメの唾液の中から見つかった。

## 化学
約3.6 kDaと比較的短いペプチドで、ICKのファミリーに分類される。この構造モチーフは少なくとも3つのジスルフィド結合を含み、そこからいくつかのループが発生している。ノットは、1つのジスルフィド架橋が他の2つのジスルフィド結合を横切ることで形成される。ジスルフィド結合はシスチンと呼ばれるシステイン二量体を形成することで作られる。このため、ジスルフィドの含量が高く、ICKモチーフは高度に安定している。ついては、Ptu1はコンパクトなジスルフィド結合の核から構成される。この核から、C末端及びN末端に沿って、合計4つのループが発生する。
Ptu1の構造は、ω-コノトキシンであるGeographus Venom IA (GVIA)及びMollusc Venom IIA (MVIIA)とかなり相同性が高い。これらはどちらもICKモチーフを共有している。各々と17%、23%の相同性を持つ。
ICKモチーフの他、2つのβストランドが逆平行に配向するβシートを持つ。分子全体で2つの配座を持ち、両者の間を高速に転換している。
Ptu1は、電位依存性N型カルシウムチャネルに可逆的に結合する。

## 作用機序
Ptu1は、N型カルシウムチャネルを可逆的に阻害する。さらに、L型カルシウムチャネルやP型カルシウムチャネルにも低い親和性を持つ。
Ptu1が電位依存性N型カルシウムチャネルを阻害する機構は未知である。ω-コノトキシンと構造的な類似性を持つため、阻害機構も似ている可能性がある。MVIIAは、膜孔阻害毒素である。MVIIAとPtu1の機能には2つの大きな違いがある。1つは、MVIIAの結合は不可逆であるのに対して、Ptu1の結合は可逆であることである。2つ目は、Ptu1のN型カルシウムチャネルへの親和性は、MVIIAと比較して低いことである。この違いは、Ptu1の2つ目のループにアスパラギン酸残基があることが原因である可能性がある。

## 毒性
Ptu1の毒性は、キンギョ、マウス、ネキリムシの幼虫、コオロギに直接注射することで試験されたは、試験を行った脊椎動物及び無脊椎動物のどれにも毒性の症状は示されなかった。